# Ormtjärnet (Gunnarskogs socken, Värmland)
Ormtjärnet är en sjö i Arvika kommun i Värmland och ingår i Göta älvs huvudavrinningsområde. Sjön har en area på 0,089 kvadratkilometer och ligger 301,8 meter över havet.

## Delavrinningsområde
Ormtjärnet ingår i det delavrinningsområde (665825-132552) som SMHI kallar för Inloppet i Kymmen. Medelhöjden är 288 meter över havet och ytan är 20,07 kvadratkilometer. Det finns ett avrinningsområde uppströms, och räknas det in blir den ackumulerade arean 43,4 kvadratkilometer. Granån (Pyntbäcken) som avvattnar avrinningsområdet har biflödesordning 4, vilket innebär att vattnet flödar genom totalt 4 vattendrag innan det når havet efter 358 kilometer. Avrinningsområdet består mestadels av skog (75 procent). Avrinningsområdet har 0,44 kvadratkilometer vattenytor vilket ger det en sjöprocent på 2,2 procent.